# Matt Anoa'i
Matthew Salman "Matt" Anoa'i ou Matt Anoa'i (San Francisco, 7 de abril de 1970 — Pensacola, 17 de abril de 2017) foi um lutador profissional de luta profissional americano. Fazia parte da família samoana Anoa'i, que tem entre seus membros lutadores famosos como Dwayne Johnson, Rocky Johnson, Peter Maivia, Yokozuna, Rikishi, Umaga, The Usos e seu irmão Joe Anoa'i, mais conhecido como Roman Reigns.

## Carreira
Iniciou a carreira em 1994 em federações independentes, lutando principalmente em duplas, sob o codinome Mack Daddy Kane. Logo após, juntou-se ao seu primo Eddie Fatu, trocando seu codinome para Kimo e formando os The Island Boyz.
Em 1994, Matt e Eddie foram contratados pela WWE para formar a dupla 3 Minute Warning, sob os nomes de Rosey e Jamal respectivamente. Sua função era ser guarda-costas de Eric Bischoff.
Em 2003, Eddie foi demitido pela WWE e Matt continuou a trabalhar, agora fazendo dupla com The Hurricane. Esta dupla capturou o WWE World Tag Team Championship em uma ocasião. Com o fim da dupla em 2006, Rosey não foi mais utilizado até ser dispensado de seu contrato pela WWE.
Após o fim de seu contrato, Matt foi lutar na All Japan Pro Wrestling, usando o codinome R'OZ. em 2007 foi chamado novamente pela WWE para lutar em sua federação de desenvolvimento da época, a Ohio Valley Wrestling, mas não obteve um novo contrato com a WWE.A 19 de abril Matt Anoa'i foi encontrado morto em casa